# 二氯胺
二氯胺是一种高活性的无机化合物，化学式NHCl
2。这种黄色气体很不稳定，会和许多物质反应。 它可由氨气和氯气或次氯酸钠反应而成。它是制备氯胺和三氯化氮的副产物。

## 制备
二氯胺可由氯胺和氯气或次氯酸钠反应而成:
NH2Cl + Cl2 → NHCl2 + HCl